# Falmouth (Cornualla)
Falmouth (AFI ['falməθ]) (en català antic Falamua) és una població i port a la boca del riu Fal a la costa sud de Cornualla, Gran Bretanya.
En aquesta població va viure els últims anys de la seva vida el compositor londinenc Paul A. Rubens i hi va morir.

## Llocs d'interès
Passeig Marítim que s'estén al llarg de més d'1 km des de Greenbank Quay (construcció catalogada de grau II) fins Prince of Wales Quay. Les cases del s. XVIII i els magatzems estan orientats cap al riu.

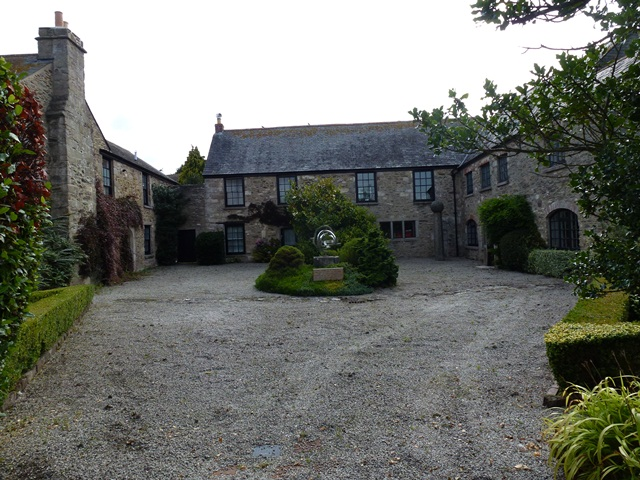
Arwenack Falmouth

Arwenack House és l'edifici més antic de Falmouth, construït originalment el 1385 i reconstruïda en gran part al voltant de 1567-1571 per Sir John Killigrew. La família Killigrew eren en aquell moment, la família més poderosa a Cornwall i hi va viure durant aproximadament 16 generacions. Gran part de l'edifici original va ser destruït durant la Guerra Civil Anglesa (1642-1651) i va ser reconstruït en 1786. La casa es va anant deteriorant fins que va ser restaurada en la dècada de 1980.